# Brit Awards 1983
Les Brit Awards 1983 ont lieu le 8 février 1983 au Grosvenor House Hotel à Londres. Il s'agit de la 3e cérémonie des Brit Awards dont le nom officiel est alors The British Record Industry Awards. Elle est présentée par Tim Rice et n'est pas retransmise à la télévision.
La catégorie Meilleur artiste international fait son apparition. On note la présence d'artistes américains parmi les nommés pour le prix du meilleur single britannique ainsi que pour celui de l'album le plus vendu d'ailleurs remporté par la chanteuse américaine Barbra Streisand.

## Palmarès
Les lauréats apparaissent en caractères gras.

### Album le plus vendu
- Memories (en) de Barbra Streisand (États-Unis)
  - The Kids from "Fame" de The Kids from "Fame" (en) (États-Unis)
  - Complete Madness de Madness

### Meilleur single britannique
- Come On Eileen de Dexys Midnight Runners
  - Fame d'Irene Cara (États-Unis)
  - Eye of the Tiger de Survivor (États-Unis)

### Meilleur artiste solo masculin britannique
- Paul McCartney
  - Phil Collins
  - Cliff Richard
  - Shakin' Stevens

### Meilleure artiste solo féminine britannique
- Kim Wilde
  - Sheena Easton
  - Toyah Willcox
  - Mari Wilson (en)

### Meilleur groupe britannique
- Dire Straits
  - ABC
  - Yazoo

### Meilleur producteur britannique
- Trevor Horn
  - George Martin
  - Martin Rushent
  - Alan Winstanley (en) et Clive Langer (en)

### Révélation britannique
- Yazoo
  - ABC
  - Culture Club
  - Musical Youth

### Meilleur artiste international
- Kid Creole and the Coconuts
  - Julio Iglesias
  - Barry Manilow

### Meilleur disque de musique classique
- Portrait of John Williams de John Williams
  - Concertos pour violon de Bach de Christopher Hogwood
  - Julian Lloyd Webber
  - Symphony No 6, 7, 8 de Neville Marriner
  - Sinfonietta / Messe glagolitique de Simon Rattle
  - Concerto como un divertimento de Joaquín Rodrigo

### Contribution exceptionnelle à la musique
- The Beatles

### Trophée Sony de l'excellence technique
- Paul McCartney

### Prix pour l'ensemble de la carrière
- Pete Townshend

### Prix spécial
- Chris Wright (en)

## Artistes à nominations multiples
- 2 nominations :
  - ABC
  - Yazoo

## Artistes à récompenses multiples
- 2 récompenses :
  - Paul McCartney[Note 1]